# مفتاح حساس لفرق الجهد
المفتاح الحساس لفرق الجهد (بالإنجليزية: Voltage-sensitive relay) هو مرحل أو مفتاح كهربائي يستخدم في السيارات والشاحنات و في بعض التطبيقات البحرية.
يقوم المفتاح باستشعار فرق الجهد المتولد، ويعمل آليا بوصل أو قطع التطبيق أو الدارة الكهربائية ويستخدم عادةً لحماية بطارية السيارة من الشحن الزائد وهو معروف جدا في الأنظمة ذات البطاريات المزدوجة.
عادة يعمل المفتاح بفرق جهد يتراوح بين 12 إلى 24 فولت بتيار متردد. بينما يستطيع المفتاح المستشعر من طرف واحد قياس فرق الجهد في قطب واحد، يستطيع المفتاح المزدوج قياس فرق الجهد من القطبين.
تعتبر المفاتيح المتشعرة لفرق الجهد غالية الثمن حيث أنها تحافظ على عدم انحدار (أو انحدار محدود) في فرق الجهد، ولكن قد يعمل المفتاح على الوصل والقطع آليا بتردد كبير، إذا لم يكن فرق الجهد في حالة متزنة.